# John Algeo
John Algeo (ur. 12 listopada 1930 w Saint Louis, zm. 13 października 2019 w Bowling Green) – amerykański językoznawca. 
Wniósł znaczący wkład w badanie angielszczyzny i literatury anglojęzycznej, neologizmów oraz struktury i odmian języka angielskiego. 
Kształcił się na Uniwersytecie Florydy, gdzie uzyskał magisterium i doktorat z języka angielskiego. 
Przed dwa lata wykładał na Uniwersytecie Stanu Florydy, a w 1961 roku został adiunktem na Uniwersytecie Florydy. Od 1970 roku piastował tamże stanowisko profesora zwyczajnego. W 1971 roku został zatrudniony na Uniwersytecie Georgii, gdzie przebywał aż do przejścia na emeryturę w 1994 roku. 
Jego głównym dziełem jest publikacja The Origins and Development of the English Language. 

## Publikacje (wybór)
- Problems in the Origins and Development of the English Language (1966, 2004)
- English: An Introduction to Language (1970; współautorstwo: T. Pyles)
- On Defining the Proper Name (1973)
- Exercises in Contemporary English (1974)
- The Origins and Development of the English Language (1982, 2004; współautorstwo: T. Pyles)
- Reincarnation Explored (1987)
- Fifty Years among the New Words (1991)
- The Power of Thought (2001, współautorstwo: S.J. Nicholson)
- Unlocking the Door (2001)
- T. Pyles: Selected Essays on English Usage (1979, red.)
- Cambridge History of the English Language, vol. 6 (2001, red.)
- English in North America (2001)

Źródło: